# Омегаверс
Омегаверс, також відомий як А/Б/О (абревіатура для альфи/бети/омеги) — піджанр спекулятивної еротичної літератури. Початково є піджанром такого еротичного різновиду фанфіків як слеш. Сюжет у роботах засновується на суспільстві, у якому люди розділені ієрархією домінування: домінуючі «Альфи», нейтральні «Бети», покірні «Омеги», визначаючи як вони взаємодіють між собою в романтичному, сексуальному й еротичному контекстах.

## Жанрові характеристики
Художня література цього жанру поєднує в собі традиційні гендери, такі як чоловік і жінка з «другорядною статтю» або «другорядною динамікою», що проявляється під час статевого дозрівання. Зазвичай існують такі «другорядні гендери»:

1. Альфа (α) — соціально (або в деяких інтерпретаціях навіть біологічно) домінуючий, фізично сформований, запальний і природний лідер;
2. Бета (β) — залежно від сюжету, але в основному є звичайною людиною, що має в собі поєднання рис Альфи й Омеги або унікальні риси;
3. Омега (Ω) — покірний, ніжний і спокійний.

Оскільки всесвіт омегаверсу є різновидом фолксономії, деякі аспекти можуть вилучатися на розсуд автора. Наприклад, іноді Бети відсутні. Також можуть додаватися інші проміжні гендери: Дельти та Гами.
|                    | Чоловік    | Чоловік            | Жінка | Жінка      |
| Чоловічі геніталії | Матка      | Чоловічі геніталії | Матка |            |
| ------------------ | ---------- | ------------------ | ----- | ---------- |
| Альфа              | Green tick | Ні                 | /     | Green tick |
| Бета               | Green tick | Ні                 | Ні    | Green tick |
| Омега              | Green tick | Green tick         | Ні    | Green tick |

Художня література омегаверсу в основному зосереджена на поведінці, характерній для псових, особливо це стосується статевого акту та опису інстинктів, які реагують на тваринні фізіологічні стимули. Сюди можна віднести гін, еструс, феромональну привабливість між Альфами й Омегами, вузлування, помітка території запахом, імпринтинг, розмноження, шлюбні обряди, поведінка зграї та потенційно постійний психологічний зв'язок із партнером. Серед Альф і Бет лише жінки мають змогу завагітніти, але чоловіків-Омег часто розглядають як тих, хто може також завагітніти через матку, яка з'єднана з прямою кишкою, натомість Альфи можуть запліднювати незалежно від основної статі. Аби полегшити пенетрацію та запліднення, в Омег часто є анус, який самозмащується.
У піджанрі часто можна побачити елементи фентезі, такі як наявність вовкулак чи інших фантастичних істот. У деяких роботах наявна жорстка кастова система, у якій Альфи зображені елітою вищого класу, натомість Омеги — представники нижчого класу, які стикаються з дискримінацією та утиском через фізіологію. Таким чином, створюється приклад біологічного детермінізму. У жорсткіших історіях це призводить до згвалтувань, примусової вагітності, викрадення Омег або сексуального рабства.
Сюжет омегаверсу частіше зосереджений на парі чоловік-Альфа та чоловік-Омега. Гетеросексуальні роботи також присутні. У багатьох творах розповідається про незаконні стосунки між Альфами й Омегами, які приховують свій запах за допомогою хімічних феромонів, аби не стати жертвою біологічних упереджень. Популярним є сюжет про домінуючого Омегу та покірного Альфу. Нетрадиційні пари часто фігурують в японских роботах цього піджанру.
Хоча терміни «А/Б/О» та «Омегаверс» можуть використовуватися як синоніми, перший стосується лише сексуальної поведінки, натомість другий краще використовувати тоді, коли сюжет розгортається в ідеологічному світі. Хтось вважає за краще уникати вживання «А/Б/О», оскільки його написання схоже на расистську лайку та може вважатися як образливе висловлювання до аборигенів Австралії.

## Історія
Роботи пов'язані з омегаверсом з'явилися в пізніх 60-х у фанфіках за мотивами американського телесеріалу «Зоряний шлях». В епізоді 1967 року «Amok Time» розповідається про феномен пон фарр — репродуктивний цикл вулканців, під час якого кожні сім років необхідно здійснювати шлюбний ритуал, інакше може настати смерть. Ця концепція стала відомою та популярною в роботах фанатів, особливо для пейрингу Кірк/Спок. Ідея спарювання та еструсу серед людей запозичувалася прихильниками інших фандомів і потім стала основним елементом в омегаверсі. Урсула Ле Гуїн, американська письменниця, у своєму романі 1969 року «Ліва рука темряви» писала про позаземний андрогінний світ з гермафродитними персонажами та наявністю циклу спарювання — кеммер.
Походження сучасного омегаверсу можна віднести до фандому американського телесеріалу «Надприродне» та появі в роботах такого відгалудження як чоловічої вагітності. Перші роботи були опубліковані в середині 2010-х років. У червні 2011 року термін «омегаверс» та його поширення стали більш динамічними та звичайними у використанні. Публікують перший фемслеш — стосунки між жінками. Піджанр стає популярним серед інших фандомів: спочатку такі роботи з'являється навколо «Шерлока» та «Людей Ікс: Перший клас», потім тема швидко розповсюджується на інші фандоми, такі як серіали «Ганнібал», «Вовченя», «Хор», «Доктор Хто», фільм «Месники». У 2014 році піджанр набуває великої популярності в Японії.

## Сприйняття
Омегаверс став надзвичайно популярним і водночас неоднозначним піджанром художньої літератури. Деякі засуджують його, вважаючи чимось огидним і хворобливим, тим, що лише укріплює патріархальні цінності в суспільстві та поширює культуру зґвалтування, заперечуючи наявність дисбалансу між статями. Однак, багато хто цінує те, як омегаверс деконструює гендерні ролі та описує пригніченість у ЛГБТ-спільноті.
Думки науковців розділилися щодо того, вважати омегаверс новим типом гендерного есенціалізму, поєднаного з гомофобними й гетеронормативними елементами чи піджанру, де можна побачити трансгендерні риси. За думкої науковиці Мілени Попової, «риси А/Б/О піджанру дають можливість досліджувати теми сили, бажання, задоволення, близькості, романтики, контролю та згоди безліччю способами» та використовуються авторами й читачами «як інструмент, щоб сформувати й продумати питання щодо нерівності у стосунках». Аналогічну точку зору поділяє інша науковиця — Лаура Кампілло Арнаіз, яка стверджує, що «темні» роботу омегаверсу слугують тим, щоб навчитися контролювати почуття безпомічності та принижень, створюючи катарсичний досвід.
Енджі Фазекас писала що «в омегаверсі фанати використовують традиційні образи статі й сексуальності, щоб уявити всесвіт, де стосунки між представниками ЛГБТ-спільноти є нормою, а нормативні гендерні ролі часто перекручені й спотворені», але не можуть запропонувати реальну прогресивність, оскільки, як і в більшості фанфіків, роботи в основному зосереджені на стосунках між білими чоловіками.

## Вплив
У липні 2018 року на вебсайті Archive of Our Own було опубліковано близько 39 000 робіт фанатів, до 2020 року — більше 70 000. Більш того, омегаверс сформувався як жанр еротичної літератури: роман «З обережністю» 2007 року Дж. Л. Ленглі вважається першим комерційно опублікованим романом. Омегаверс також є піджанром яою.
З 2017 року, піджанр «Всесвіт Дом/Суб» набирає більшої популярності, особливо в роботах жанру яой у Японії. У творах використовують опис БДСМ-елементів, підкреслюють наявність вторинних гендерів та зображують кастову систему.